# Weltmeisterschaften im Modernen Fünfkampf 1966
1966 fanden die Weltmeisterschaften im Modernen Fünfkampf in Melbourne, Australien, statt.

## Herren

### Einzel
| Platz | Land        | Sportler       |
| ----- | ----------- | -------------- |
| 1     | Ungarn      | András Balczó  |
| 2     | Sowjetunion | Wiktor Minejew |
| 3     | Ungarn      | Ferenc Török   |

### Mannschaft
| Platz | Land        | Sportler                                     |
| ----- | ----------- | -------------------------------------------- |
| 1     | Ungarn      | András Balczó Ferenc Török István Móna       |
| 2     | Sowjetunion | Wiktor Minejew Pawel Lednjow Stasys Šaparnis |
| 3     | DDR         | Uwe Adler Manfred Grosse Wolfgang Lüderitz   |

## Medaillenspiegel
| Platz | Land        | Goldmedaille | Silbermedaille | Bronzemedaille |
| 1     | Ungarn      | 2            | –              | 1              |
| 2     | Sowjetunion | –            | 2              | –              |
| 3     | DDR         | –            | –              | 1              |